# Jens Peter Klußmann

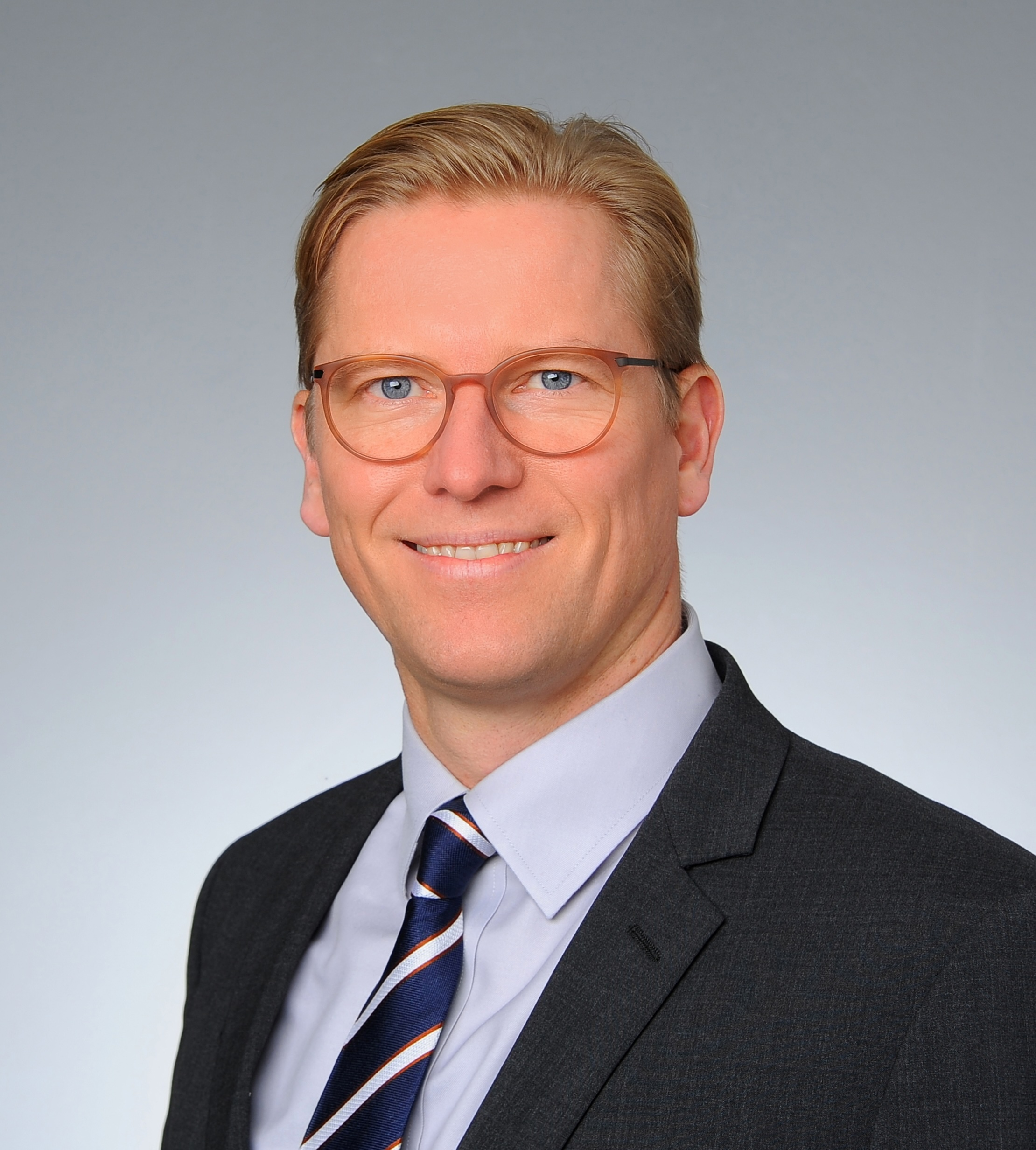
Jens Peter Klußmann

Jens Peter Klußmann (* 3. November 1967 in Friedberg (Hessen)) ist ein deutscher HNO-Arzt und Hochschullehrer. Er gilt als international anerkannter Kopf-Hals-Chirurg und befasst sich wissenschaftlich mit HPV-assoziierten Kopf-Hals-Karzinomen.

## Leben
Jens Peter Klußmann studierte von 1989 bis 1996 Medizin in Düsseldorf und Köln. Während eines Forschungsaufenthaltes am Sir Albert Sakzewksi Virus Research Centre in Brisbane (Australien) und im Rahmen seiner Promotion beschäftigte er sich mit der Ultrastruktur des Humanen Herpesvirus 7. Zu dem Thema promovierte er mit einer Arbeit unter dem Titel Ultrastrukturelle Untersuchungen zu einem neuen Herpesvirus, dem Humanen Herpesvirus-7, HHV-7.
Er absolvierte seine Facharztausbildung an der HNO-Uniklinik Köln, wurde 2004 Oberarzt und 2006 geschäftsführender Oberarzt. 2002 erhielt er ein Forschungsstipendium für einen Forschungsaufenthalt an der University of Iowa (USA). Er habilitierte 2004 und wurde 2009 zum außerplanmäßigen Professor ernannt. 2009 erhielt er den Ruf für die W3-Professur für HNO-Heilkunde an der Justus-Liebig-Universität Gießen (JLU). 2011 übernahm er zusätzlich die Funktion des Ärztlichen Direktors des Standortes Gießen des Universitätsklinikums Gießen und Marburg GmbH. 2018 wechselte er als Ordinarius und Direktor der Klinik und Poliklinik für Hals-, Nasen- und Ohrenheilkunde, Kopf-Hals-Chirurgie nach Köln. Im Jahr 2023 wurde er zum Mitglied der Leopoldina gewählt. Seit 2023 ist er außerdem Prodekan für Strategie und Internationalisierung an der medizinischen Fakultät der Universität zu Köln.
Jens Peter Klußmann ist verheiratet und hat drei Kinder.

## Forschungsgebiet
Jens Peter Klußmann gilt als Pionier zur Erforschung der Rolle Humaner Papilloma Viren (HPV) bei der Entwicklung von Kopf-Hals-Karzinomen. Frühe Untersuchungen zu HPV-16 Viruslasten in Tonsillenkarzinomen und der Nachweis einer erhöhten p16-Proteinexpression in HPV-assoziierten Oropharynxkarzinomen wurden international wahrgenommen. Die klinische und molekulare Abgrenzung der HPV-assoziierten Kopf-Hals-Karzinome, wie zum Beispiel eine bessere Heilungschance, konnten sein Forschungsteam in diversen Studien zeigen. Heute ist die Abgrenzung der HPV-positiven Oropharynxkarzinome in der klinischen Routine etabliert. Neuere Forschungen zielen darauf ab, HPV in der Diagnostik und als Therapieziel zu verwenden. Darüber hinaus forscht er in verschiedenen Gebieten der Kopf-Hals-Onkologie. Er ist Mitherausgeber von verschiedenen Lehrbüchern.

## Ehrungen
Er erhielt 2003 den „Wissenschaftspreis der Stiftung Tumorforschung Kopf-Hals“,. den Richard von Weizsäcker übergab. 2008 erhielt er den „Anton-von-Tröltsch-Preis“ der Deutschen Gesellschaft für Hals-, Nasen- und Ohren-Heilkunde, Kopf-Hals-Chirurgie.

## Mitgliedschaften
2014 und 2015 war er Präsident der Vereinigung Mitteldeutscher HNO-Ärzte (MDHNO) und richtete die Jahrestagung in Gießen aus. 2014 wurde er in das Collegium Oto-Rhino-Laryngologicum Amicitiae Sacrum (CORLAS) aufgenommen. Von 2016 bis 2024 wurde er für 2 Amtsperioden für das Fach Hals-Nasen-Ohrenheilkunde in das Fachkollegium der DFG gewählt. Er ist im Vorstand der EORTC Head and Neck Group, im Präsidium der Deutsche Gesellschaft für Hals-Nasen-Ohren-Heilkunde, Kopf- und Hals-Chirurgie sowie Mitglied anderer nationaler und internationaler Fachgesellschaften.